# Nezahualpilli
Nezahualpilli, termine nahuatl per "principe digiuno" (1464 – 1515), fu il re (tlatoani) dell'altepetl mesoamericano di Texcoco, eletto dalla nobiltà cittadina dopo la morte del padre, Acolmiztli Nezahualcóyotl, avvenuta nel 1472.

## Biografia
Come il padre fu un poeta, fu considerato saggio, ed ebbe reputazione di re leale. È sopravvissuta solo una delle sue opere: "Icuic Nezahualpilli yc tlamato huexotzinco" ("Canzone di Nezahualpilli durante la guerra con Huexotzinco"). La sua corte fu un paradiso per astronomi, ingegneri e indovini. Durante il suo regno abolì la pena di morte per molti crimini, lottando per mantenere l'indipendenza politica di Texcoco, osteggiando il processo di forte centralizzazione degli Aztechi a Tenochtitlán.
Quando disse a Montezuma che i saggi di Texcoco avevano predetto un dominio straniero sulla valle del Messico, l'imperatore lo sfidò ad una partita di Tlachtli. Moctezuma considerò la perdita dell'incontro come un cattivo presagio.
Sposò la figlia di Ahuitzotl, che fu poi condannata a morte, cosa permessa dal rango ottenuto dalla donna col matrimonio; non sarebbe stato possibile se fosse rimasta ad un rango inferiore. Si dice che abbia avuto molte mogli, le quali gli abbiano dato 144 figli.
A Nezahualpilli successe il figlio Cacamatzin.